# Vélizy-Villacoublay
Vélizy-Villacoublay ist eine französische Gemeinde mit 22.481 Einwohnern (Stand 1. Januar 2022) im Département Yvelines in der Region Île-de-France. Sie ist 13,9 km vom Pariser Stadtzentrum entfernt. Dort zu finden sind hauptsächlich große Unternehmen wie die Stellantis (früher Groupe PSA), Dassault Systemes, Alcatel-Lucent, Blizzard, Microsoft oder Thales. Im Zentrum befindet sich das Einkaufszentrum Vélizy 2.
Die Einwohner werden Véliziens genannt.

## Name
Ursprünglich bestand der Name nur aus Vélizy, im Jahr 1938 wurde die Stadt jedoch offiziell Vélizy-Villacoublay benannt.

## Bildung
- Institut des sciences et techniques des Yvelines

## Verkehr
Es bestehen Busverbindungen zum Pont de Sèvres mit Anschluss zur Linie 9 der Pariser Métro und nach Versailles. Auch ist es möglich, mit dem Bus nach Chaville zu fahren und dort an der Station Chaville-Vélizy in die RER C einzusteigen, die bis ins Zentrum von Paris und zum Flughafen Orly fährt. Am 13. Dezember 2014 wurde die neue Linie 6 der Pariser Straßenbahn eröffnet, welche Vélizy-Villacoublay mit Châtillon und Montrouge, zwei Gemeinden an der Pariser Stadtgrenze, verbindet. Dort endet die Linie 6 bei der Métrostation Châtillon – Montrouge, wo von dort aus die Linie 13 der Pariser Métro direkt ins Zentrum von Paris führt. Im Süden des Ortes befindet sich der Militärflugplatz Villacoublay.

## Persönlichkeiten
- Aline Riera Ubiergo (* 1972), französische Fußballnationalspielerin

## Gemeindepartnerschaften
- Partnerstadt in Deutschland ist Dietzenbach.

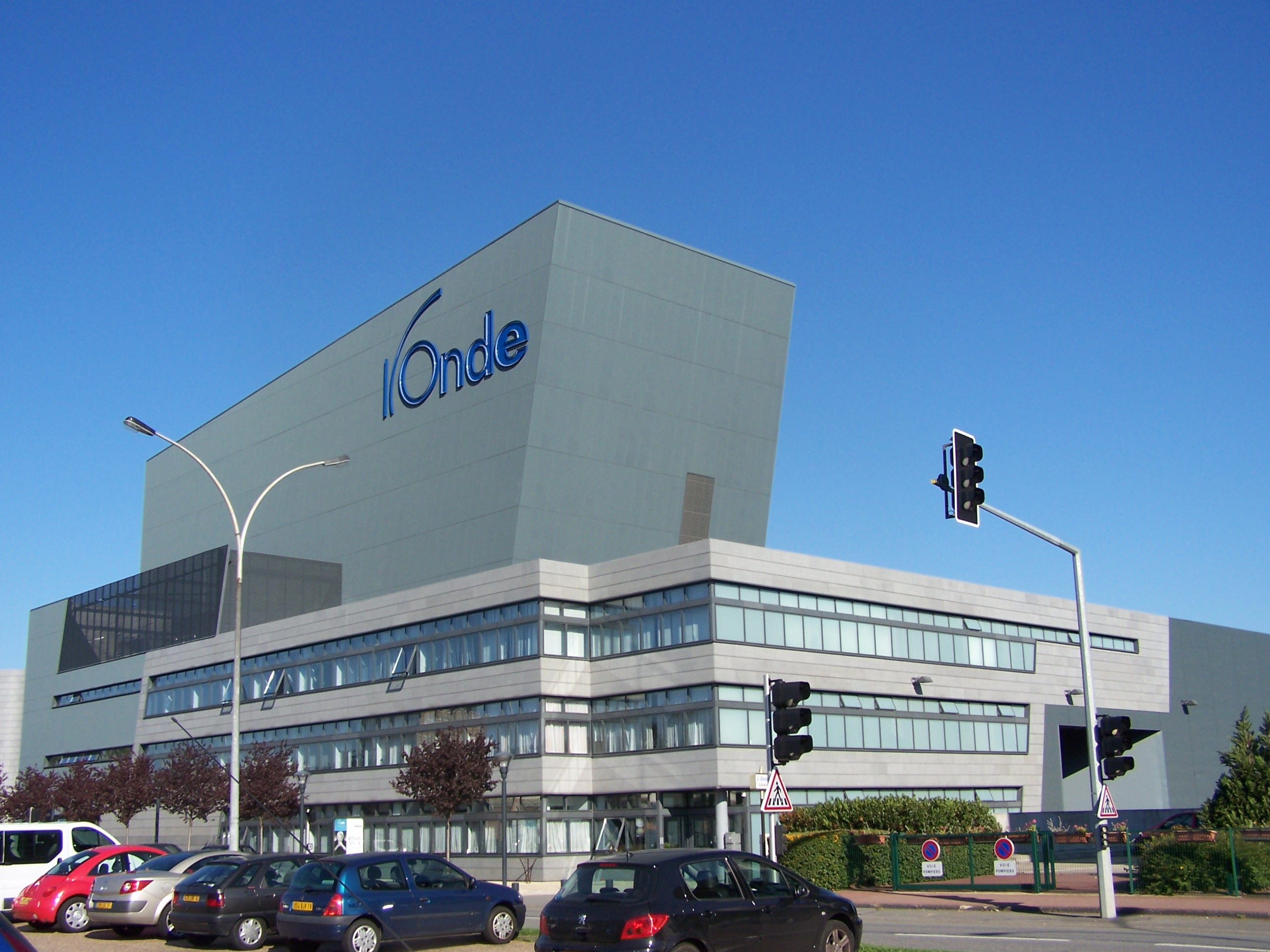
Kulturzentrum Vélizy-Villacoublay
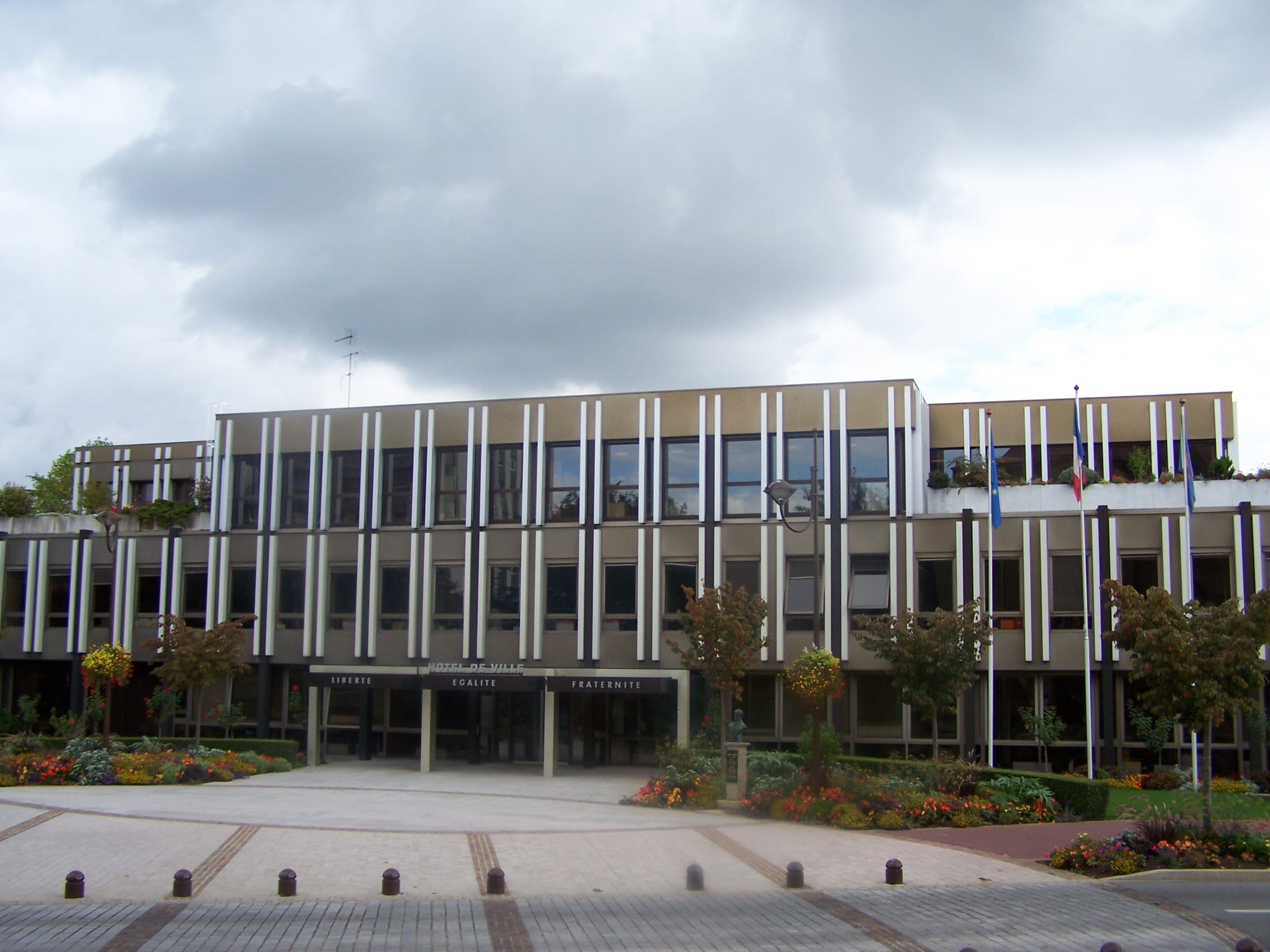
Rathaus von Vélizy-Villacoublay
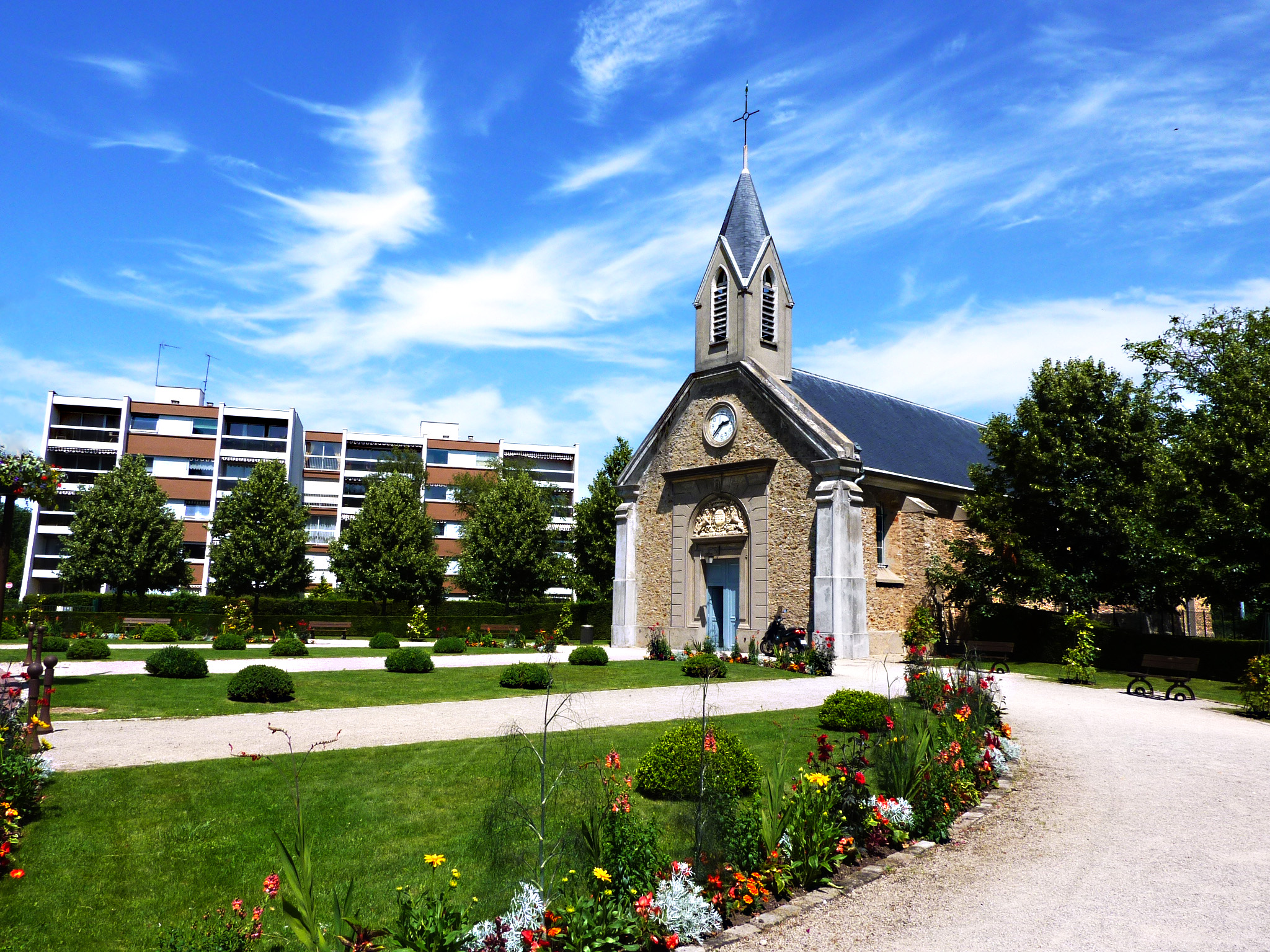
Kirche Saint-Denis